# Arette
Arette (en euskera: Ereta, en occitano Areta) es una comuna francesa, en el departamento Pirineos Atlánticos, colindante con el pirineo navarro a través del Valle de Roncal.

## Demografía
| 1 762 | 1 561 | 1 826 | 2 014 | 2 245 | 2 176 | 2 245 | 2 218 | 2 069 | 2 113 | 2 078 | 2 065 | 1 982 | 1 990 | 2 050 | 1 905 | 1 851 | 1 743 | 1 734 | 1 761 | 1 444 | 1 452 | 1 404 | 1 377 | 1 309 | 1 171 | 1 189 | 1 055 | 1 166 | 1 117 | 1 137 | 1 094 | 1092 |
| Para los censos de 1962 a 1999 la población legal corresponde a la población sin duplicidades (Fuente: INSEE [Consultar]) |       |       |       |       |       |       |       |       |       |       |       |       |       |       |       |       |       |       |       |       |       |       |       |       |       |       |       |       |       |       |       |      |

## Economía
La principal actividad es la agrícola y ganadera.